# Касанский район
Касанский район (узб. Koson tumani / Косон тумани) — административная единица в Кашкадарьинской области Узбекистана. Административный центр — город Касан.

## История
Касанский район был образован в 1926 году. В 1938 году вошёл в состав Бухарской области, а в 1943 году отошёл к Кашкадарьинской области. В 1960-1964 годах входил в состав Сурхандарьинской области.

## Административно-территориальное деление
По состоянию на 1 января 2011 года, в состав района входят:
- Город районного подчинения:

1. Касан

- 14 городских посёлков:

1. Абад
2. Актепа
3. Байгунды
4. Байтерек
5. Гувалак
6. Истиклол
7. Куйи Оброн
8. Мудин
9. Пудина
10. Пулаты
11. Рахимсуфи
12. Сурхан
13. Тулга
14. Эсабай

- Сельские сходы граждан:

1. Алачабаб
2. Бульмас
3. Гувалак
4. Гульбаг
5. Дустлик
6. Касан
7. Обидида
8. Некуз
9. Пулаты
10. Тинчлик